# Јан Гију
Јан Гију (швед. Jan Oscar Sverre Lucien Henri Guillou; Седертеље, 17. јануар 1944) је један од најпознатијих шведских писаца и новинара. Његова најпознатија дела су новеле о шведском шпијуну Карлу Хамилтону и трилогија о витезу темплару Арну Магнусону. Поред тога аутор је већег броја телевизијских серија у којима на помало духовит и саркастичан начин приказује неке од догађаја из прошлости Шведске, а као најуспешнији, истичу се серијали:
- „Доба вештица“ (код нас преведено као „Лов на Вештице“) (швед. Haxornas Tid) у коме се на готово црнохуморан начин бави апсурдношћу прогона вештица у на подручју Шведске у XVII века
- „Арново краљевство“ (код нас преведено и као „Витез темплар“) (швед. Arns Rike) у коме се бави приказивањем стварних узрока и повода који су довели до настанка Шведске, разоткривајући, истовремено, на духовит начин нетачне легенде које се и даље сматрају истинитим

Његов новинарски рад је постао познат широј јавности 1973. године када је у низу текстова објављених у сарадњи са Петером Братом у часопису „Фолкет и Билд - Културфронт“ (швед. Folket i Bild - Kulturfront) раозоткрио постојање тајне и нелегалне службе Информатионсбиран (швед. Informationsbyrån, скраћено ИБ) у склопу безбедносних структура Шведске чији је циљ био прикупљање података о левичарима и другим особама које су сматране опасним по уставни поредак земље са циљем неутрализације и маргинализације тих структура. Због објављивања тих података Гију је осуђен за шпијунажу и провео је 6 месеци у самици.
Данас се у својим новинарским текстовима бави првенствено критиком САД и њене политике у свету, израелске окупације Палестине поредећи је са јужноафричким апартхејдом (отворено карактеришући ционизам као расизам), али и шведским службама безбедности. Током телевизијске емисије посвећене нападима од 11.09. одбио је да учествује у троминутном ћутању у спомен на жртве тих напада оценивши да су они били уперени искључиво против империјализма САД и да су оне саме (САД) највећи масовни убица нашег доба. Сам Гију се налази на листи људи које САД сматрају терористима (највероватније због тога што је крајем `60 година био припадник милитантне палестинске левичарске групе ДФЛП), због чега му је онемогућен улаз у САД и он се тамо сматра за persona non grata.